# Omloop Het Nieuwsblad for kvinder 2017
Omloop Het Nieuwsblad for kvinder 2017 var den 12. udgave af cykelløbet Omloop Het Nieuwsblad. Løbet var en del af den internationale UCI-kalender for damer og blev arrangeret 25. februar 2017. Løbet blev vundet af hollandske Lucinda Brand.

## Hold og ryttere
| UCI Women's Teams (23)- Alé Cipollini Galassia - Astana Women's Team - BePink Cogeas - Bizkaia-Durango - Boels Dolmans - Canyon Sram Racing - Cervélo Bigla - Colavita-Bianchi - Cylance Pro Cycling - Drops - FDJ-Nouvelle Aquitaine-Futuroscope - Hitec Products - Lares-Waowdeals Women Cycling Team - Lensworld-Kuota - Lointek - Lotto Soudal - Orica-Scott - Parkhotel Valkenburg-Destil Cycling Team - Sport Vlaanderen-Etixx - Sunweb - VéloCONCEPT Women - Wiggle High5 - WM3 Pro Cycling Landshold- Tyskland Amatørkvindehold (4)- Autoglas Wetteren - Isorex - Keukens Redant - Wielerclub de sprinters Malderen |
| |

### Danske ryttere
- Amalie Dideriksen kørte for Boels-Dolmans
- Trine Schmidt kørte for Lotto-Soudal Ladies
- Julie Leth kørte for Wiggle High5
- Cecilie Uttrup Ludwig kørte for Cervélo-Bigla Pro Cycling
- Camilla Møllebro kørte for Team VéloCONCEPT Women
- Christina Siggaard kørte for Team VéloCONCEPT Women
- Pernille Mathiesen kørte for Team VéloCONCEPT Women

## Resultater
| \| Samlede stilling \| Samlede stilling \| Samlede stilling \| Samlede stilling \| Samlede stilling \| \| Rytter \| Rytter \| Hold \| Tid \| \| \| ---------------- \| -------------------- \| ---------------- \| ---------------- \| ---------------- \| \| 1. \| Lucinda Brand \| Sunweb \| 3t 19' 58" \| \| \| 2. \| Chantal Blaak \| Boels Dolmans \| + 15" \| \| \| 3. \| Annemiek van Vleuten \| Orica-Scott \| + 15" \| \| \| 4. \| Ellen van Dijk \| Sunweb \| + 15" \| \| \| 5. \| Elisa Longo Borghini \| Wiggle High5 \| + 15" \| \| \| 6. \| Amanda Spratt \| Orica-Scott \| + 28" \| \| \| 7. \| Jolien D'Hoore \| Wiggle High5 \| + 1' 47" \| \| \| 8. \| Sheyla Gutiérrez \| Cylance \| + 1' 47" \| \| \| 9. \| Danielle King \| Cylance \| + 1' 47" \| \| \| 10. \| Gracie Elvin \| Orica-Scott \| + 1' 47" \| \| |                      |               |            |
| |                      |               |            |
| Kilder: ProCyclingStats Cycling Quotient |                      |               |            |
| Samlede stilling |                      |               |            |
| Rytter | Rytter               | Hold          | Tid        |
| 1. | Lucinda Brand        | Sunweb        | 3t 19' 58" |
| 2. | Chantal Blaak        | Boels Dolmans | + 15"      |
| 3. | Annemiek van Vleuten | Orica-Scott   | + 15"      |
| 4. | Ellen van Dijk       | Sunweb        | + 15"      |
| 5. | Elisa Longo Borghini | Wiggle High5  | + 15"      |
| 6. | Amanda Spratt        | Orica-Scott   | + 28"      |
| 7. | Jolien D'Hoore       | Wiggle High5  | + 1' 47"   |
| 8. | Sheyla Gutiérrez     | Cylance       | + 1' 47"   |
| 9. | Danielle King        | Cylance       | + 1' 47"   |
| 10. | Gracie Elvin         | Orica-Scott   | + 1' 47"   |